# Tofalaři

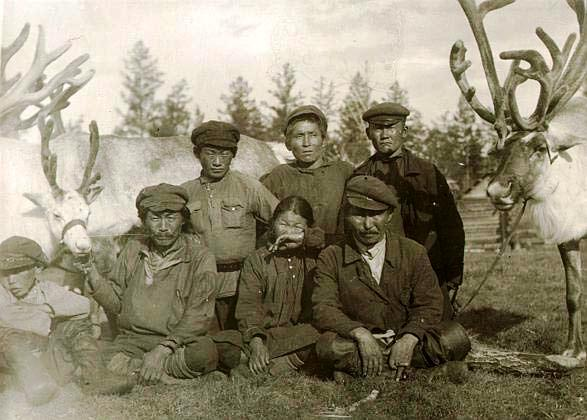
Skupina tofalarských pastýřů z Іrkutské gubernie na přelomu 20. století

Tofalaři nebo Karagasové (nebo v tofalarštině: Тофалары, rusky: Tофа (Tofa), tur.: Karagaslar (tj. „Černá husa“), dnes známí jako „Tofalari“ (tj. „Lid“), dříve známí jako “карагасы“, nebo “karagas“) jsou jedním z Turkických národů, který žije v Ruské Irkutské oblasti. Příslušníci národa jsou malého vzrůstu – muži dorůstají 160–164 cm, mají tmavou pleť, ploché čelo, úzké rty a nepříliš výrazné tváře. Podle V. Rassadina musejí pocházet z ketského kmene, který mezi 6. až 8. stoletím převzal turkický jazyk. Podle jiných názorů měli na jejich etnogenezi rozhodující podíl samojedské kmeny.[zdroj?]
Raná historie tofalarského národa je málo známá. Pod ruský vliv se dostali po založení města Ulan-Ude (Udinsk) v roce 1666, nicméně až do roku 1917 vedli kočovný život v tajze, kde se živili lovem a chovem sobů. Část tajgy, kterou obývali, se rozkládá ve vysokohorském pásmu od 2200 do 2600 m nad mořem. V době příchodu prvních kozáků do údolí řeky Udy byli Tofalaři známi jako „Karagasové“.
Jejich původ, jazyk a kultura mají blízko k východním Tuvincům-Todžhinům. V roce 1932 byli Tofalaři sovětskou vládou přesídleni. V polovině roku 1980 činil počet jedinců hovořících tofalarsky v jižní Sibiři asi 800. V roce 2001 však tofalarštinu ovládalo pouze posledních asi 30 lidí nejstarší generace a jazyk je blízký vymření.